# Oost-Sikkim
Oost-Sikkim is een district van de Indiase staat Sikkim. Het district telt 244.790 inwoners (2001) en heeft een oppervlakte van 954 km².
Grootste steden: Gangtok (hoofdstad) · Jorethang · Singtam · Rangpo · Upper Tadong
Districten: Noord-Sikkim · Oost-Sikkim · West-Sikkim · Zuid-Sikkim
Zie ook: Vlag van Sikkim · Koninkrijk Sikkim